# Hydroptila koropa
Hydroptila koropa är en nattsländeart som beskrevs av Wells 1984. Hydroptila koropa ingår i släktet Hydroptila och familjen smånattsländor. Inga underarter finns listade i Catalogue of Life.